# Château de Seveux
Le château de Seveux est un château situé à Seveux, en France.

## Localisation
Le château est situé sur la commune de Seveux, dans le département français de la Haute-Saône.

## Historique
L'édifice est inscrit au titre des monuments historiques en 2003.